# Bai sema
Een bai sema (Thai: ใบเสมา) is een grenssteen in een boeddhistische tempel (wat). De grensstenen markeren de gewijde grond van een ubosot en staan op acht plaatsen rondom het gebouw: in het midden van de vier zijden en bij de vier hoeken. Feitelijk markeert een bai sema de plek waar een luk nimit, een grote stenen bol, begraven is. Er zijn dus acht luk nimit's begraven rond een ubosot, maar er is nog een negende luk nimit, meestal iets groter, die begraven is onder het hoofd-Boeddhabeeld van de ubosot.

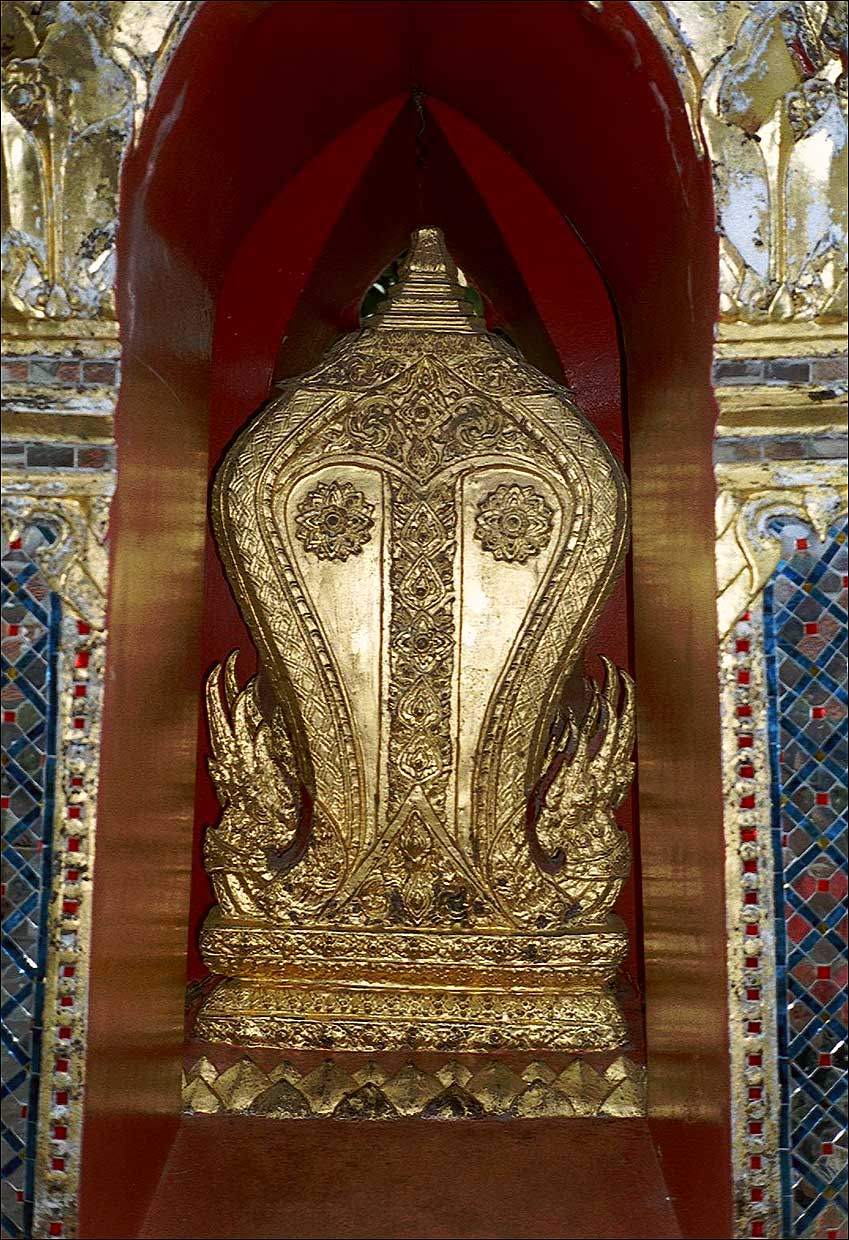
Een bai sema met "ogen", Wat Phra Kaew, Bangkok
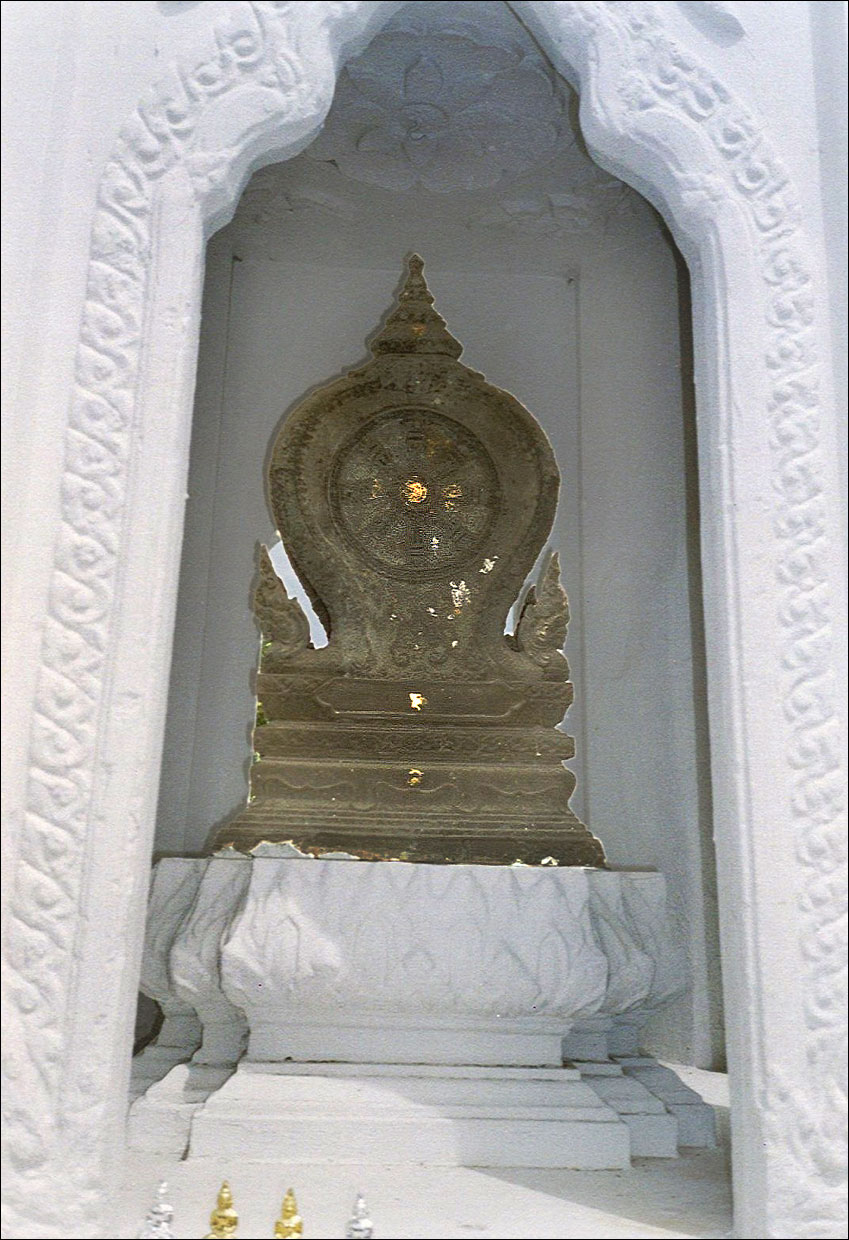
Een "gekroonde" bai sema, Wat Ratchanadda, Bangkok
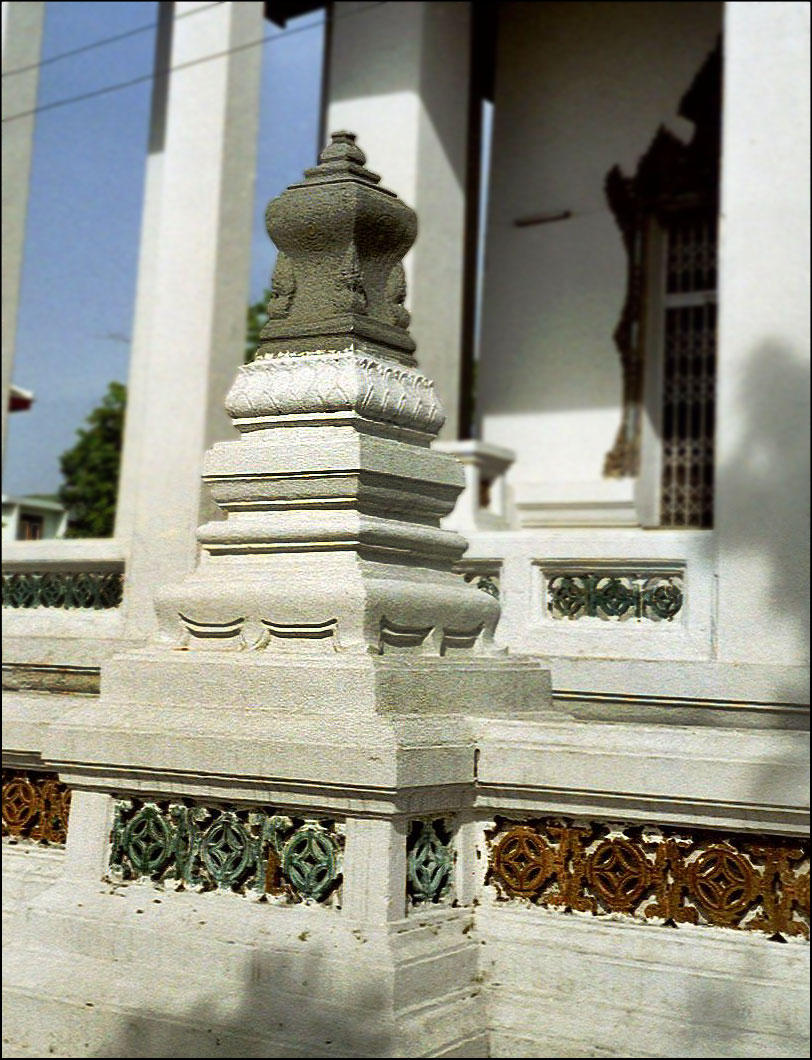
Een vierkante bai sema, Wat Mahanaparam, Bangkok
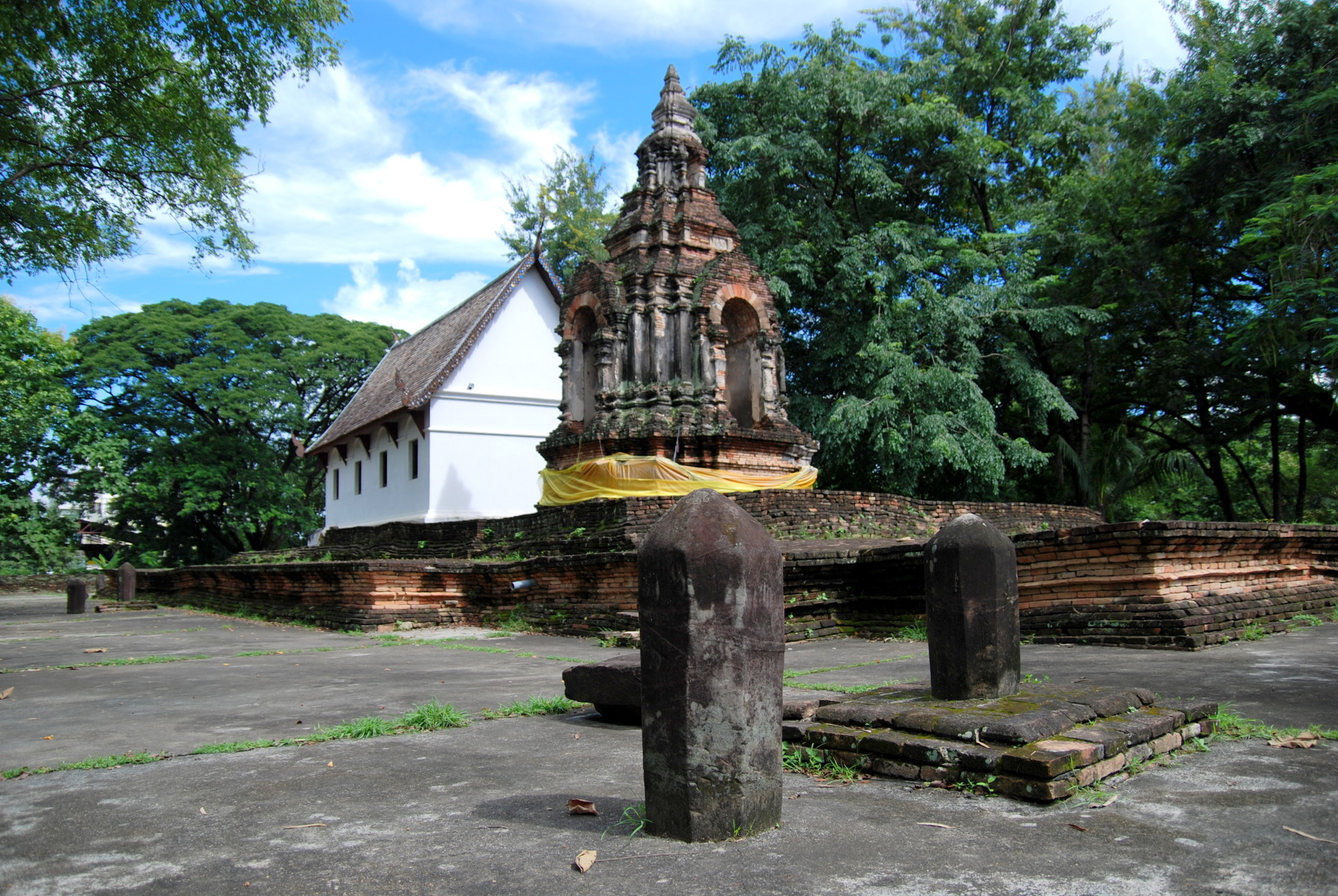
Deze twee sets bai sema's bij de ubosot van Wat Chet Yot (Chiang Mai) duiden erop dat de betreffende ubosot meer dan eens gewijd is.
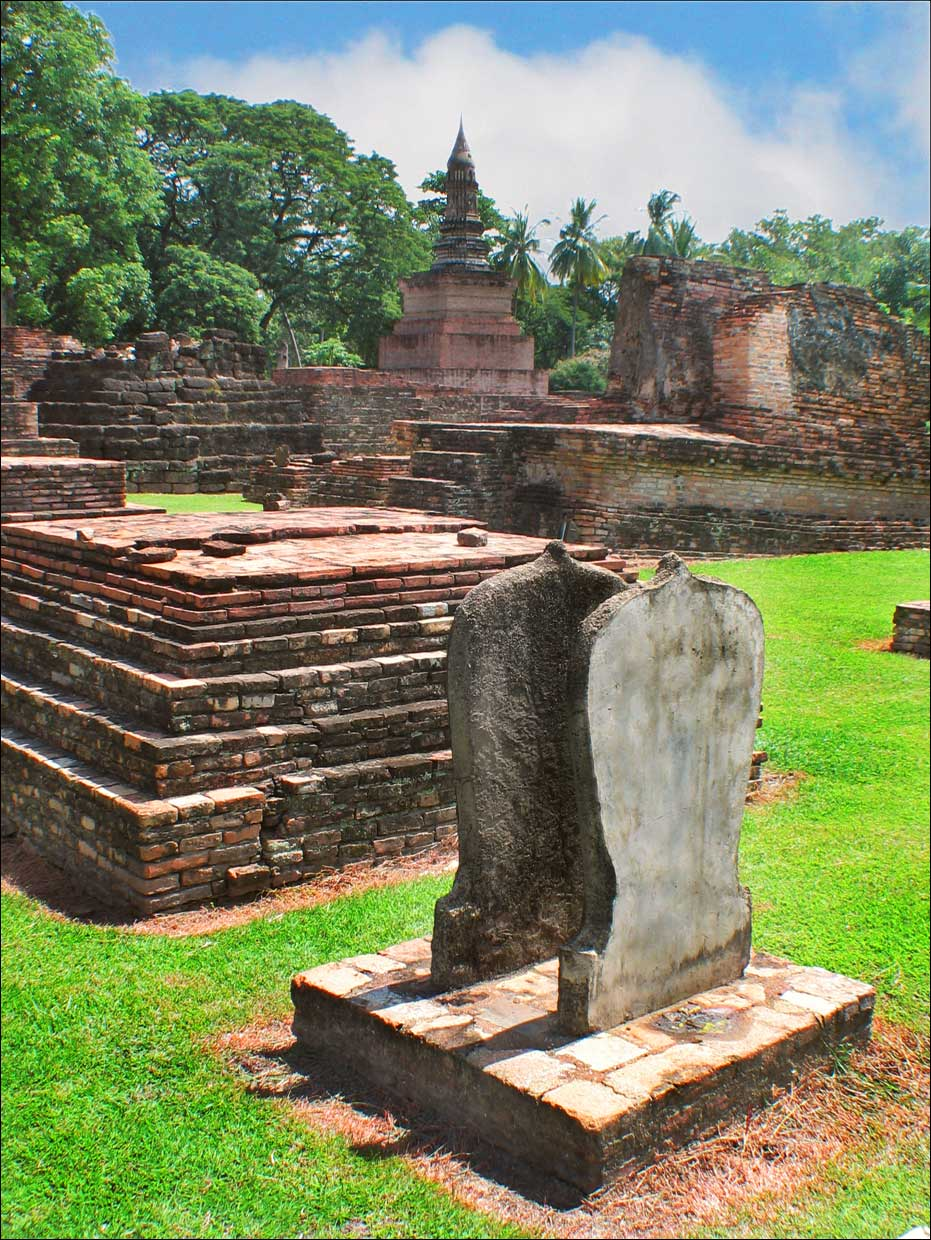
Een dubbele bai sema bij Wat Phra Si Rattana Mahathat in Sukhothai
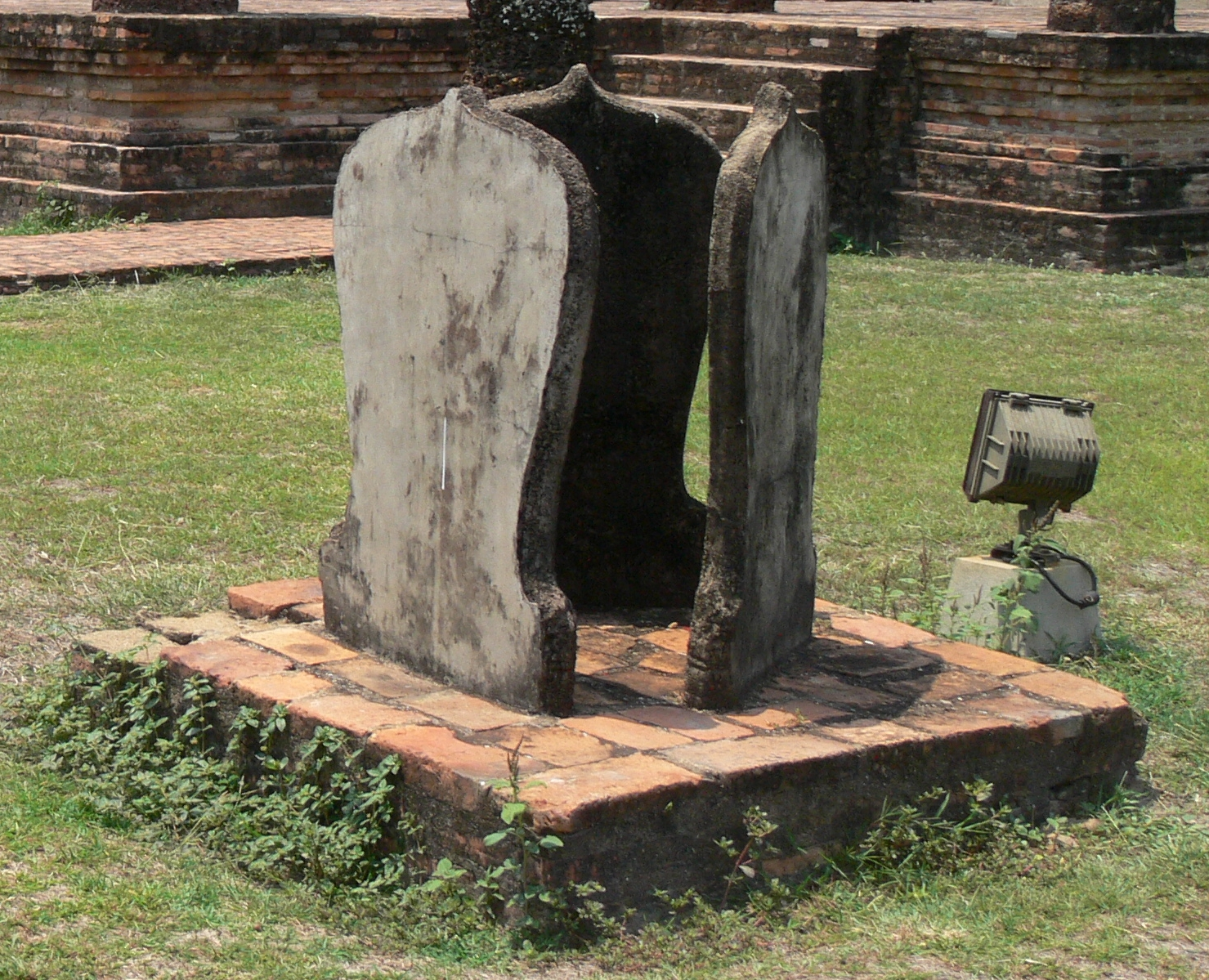
Een drievoudige bai sema in Sukhothai
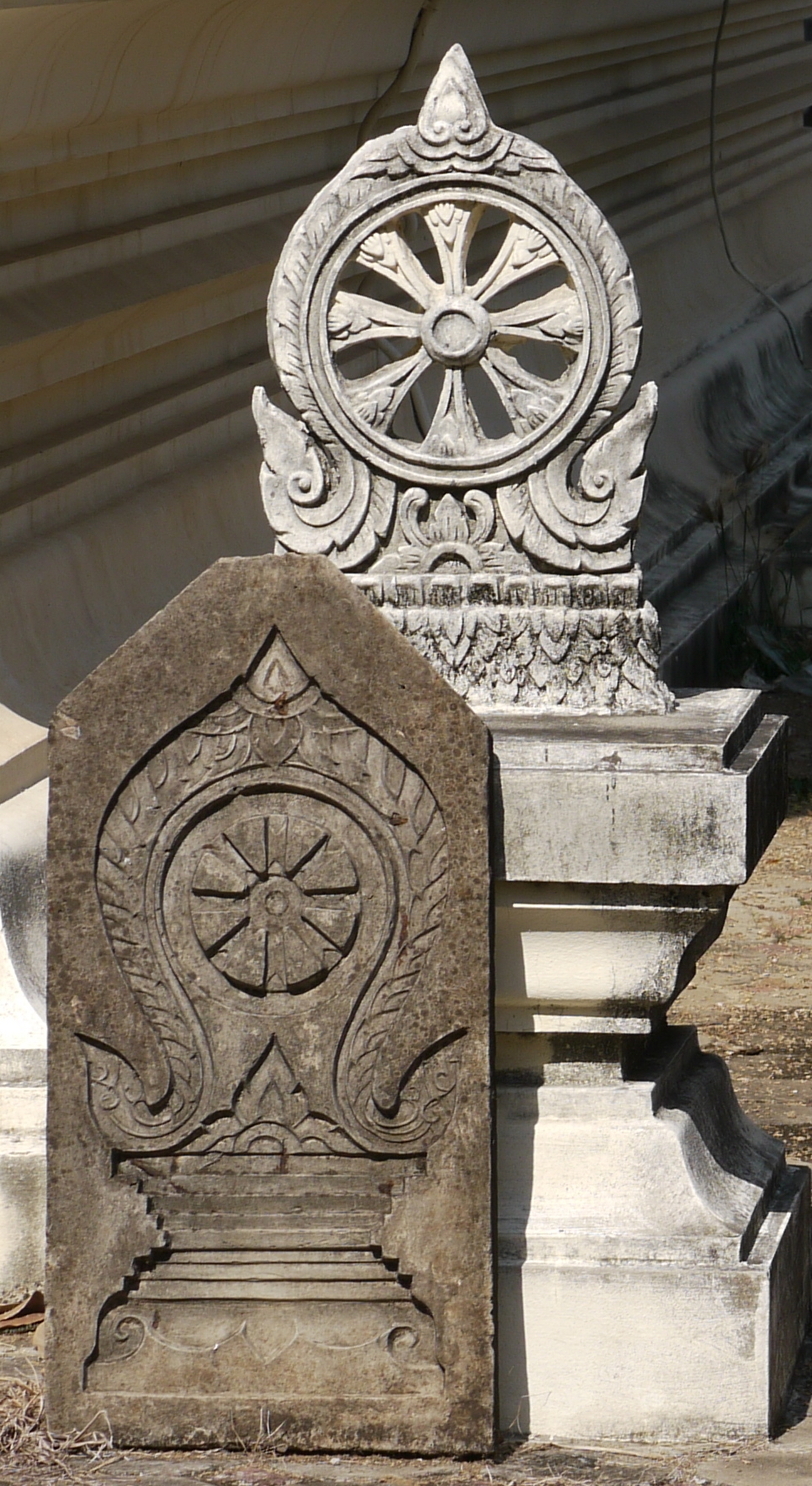
Een "gietvorm" gebruikt voor een eenvoudige bai sema (hier in Wat Umong in het Umong-subdistrict van Lamphun)
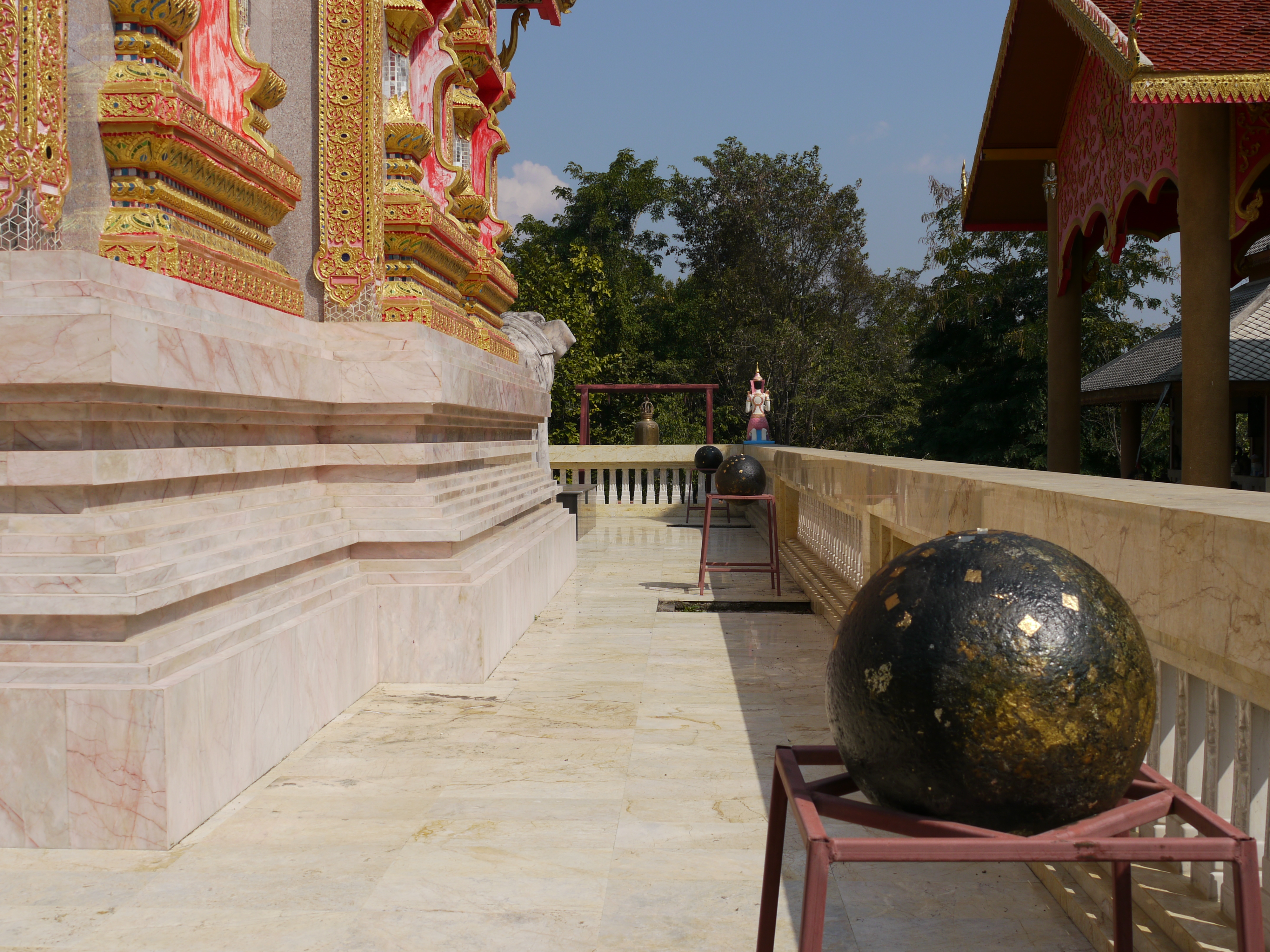
Luk nimit-bollen die zijn klaargezet voor de ceremonie waarin ze worden begraven. Na te zijn begraven worden op die plaatsen bai sema-stenen geplaatst.
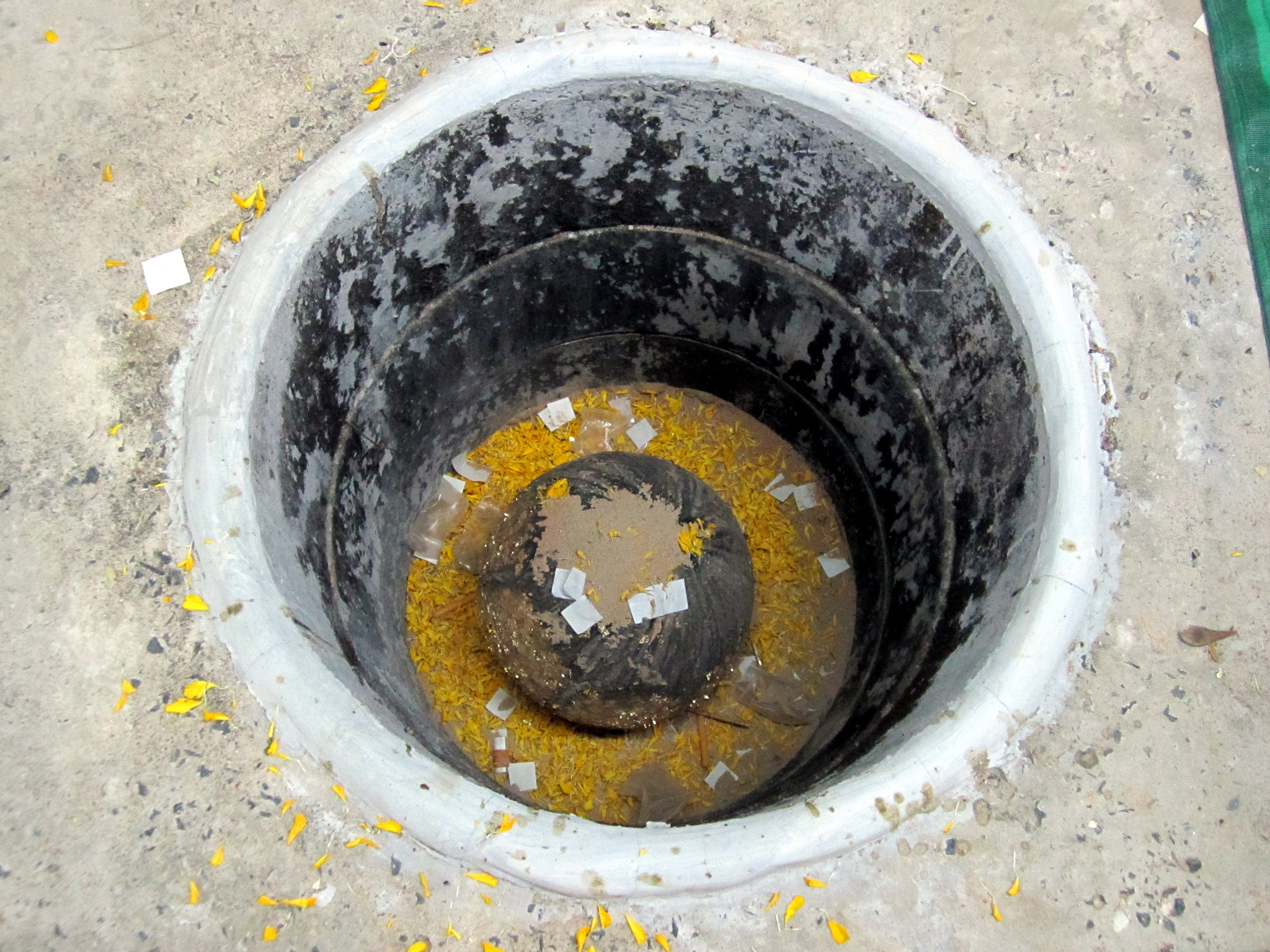
Een luk nimit-bol in een nog open gat. Na sluiting van dit gat zal er een bai sema op geplaatst worden.